# Leopold von Ledebur
Leopold Ernst Gerhard von Ledebur (né le 18 mai 1876 à Berlin, mort le 22 août 1955 à Ruhwinkel) est un acteur allemand.

## Biographie
Issu d'une famille noble, après avoir eu le diplôme d'avocat, il obtient son premier engagement en 1906 au Lustspielhaus de Berlin. Il vient au cinéma en 1916 et a son premier grand rôle dans Carmen.
En 35 ans de carrière, il joue le plus souvent des personnalités d'importance comme les ministres, les directeurs, les généraux, les chefs de police, les juges, les médecins et les propriétaires fonciers, quelques fois les domestiques, les voisins ou les collègues.

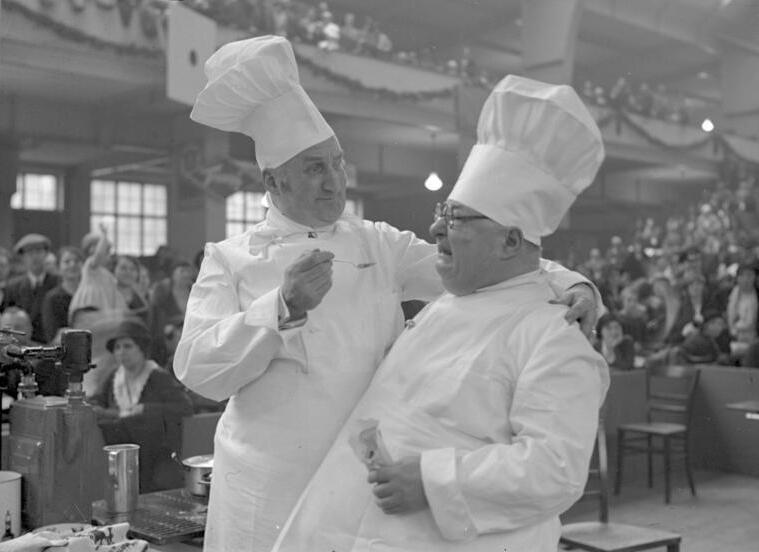
Leopold von Ledebur (à droite) avec Henry Bender en 1932

## Filmographie partielle
- 1916: Schwert und Herd
- 1917: Mutter
- 1917: Die Harvard-Prämie
- 1917: Der Saratogakoffer
- 1918: Carmen d'Ernst Lubitsch
- 1918: Die Fürstin von Beranien
- 1918: Mitternacht
- 1919: Die goldene Lüge
- 1919: Die Japanerin
- 1919: Staatsanwalt Jordan
- 1919: Das Karussell des Lebens
- 1919: Nur ein Diener
- 1920: Die Fee von Saint Ménard
- 1920: Der Schädel der Pharaonentochter
- 1920: Um der Liebe Willen
- 1920: Weltbrand
- 1921: Haschisch, das Paradies der Hölle
- 1921: La Maison lunaire
- 1922: Boris Godounov
- 1922: Kinder der Zeit
- 1922: Zum Paradies der Damen
- 1922: Fridericus Rex
- 1923: L'Homme au masque de fer
- 1924: Dudu, ein Menschenschicksal
- 1924: Frühlingserwachen
- 1924: Guillotine
- 1924: Das Spiel mit dem Schicksal
- 1925: Götz von Berlichingen zubenannt mit der eisernen Hand
- 1925: Wallenstein
- 1925: Bismarck, 1. Teil
- 1926: Sibérie, terre de douleur
- 1926: La Duchesse de Langeais
- 1926: Die elf Schill'schen Offiziere
- 1926: Die dritte Eskadron
- 1926: Frauen der Leidenschaft
- 1926: Des Königs Befehl
- 1926: Die Mühle von Sanssouci
- 1926: Der Prinz und die Tänzerin
- 1926: Prinzessin Trulala
- 1927: Die große Pause
- 1927: Die Vorbestraften
- 1928: Luther – Ein Film der deutschen Reformation
- 1928: Panik
- 1928: Eva in Seide
- 1928: Flucht aus der Hölle
- 1928: Das Fräulein aus Argentinien
- 1928: Serenissimus und die letzte Jungfrau
- 1929 : S.O.S. de Carmine Gallone
- 1929: Trahison
- 1929: Geheimpolizisten
- 1930: L'Affaire Dreyfus de Richard Oswald
- 1930: Menschen im Feuer
- 1930: Zeugen gesucht
- 1931: Schatten der Unterwelt
- 1931: Der Hochtourist
- 1931: L'amour commande
- 1931: Lügen auf Rügen
- 1931: Man braucht kein Geld
- 1932: Friederike
- 1933: Es war einmal ein Musikus
- 1933: Die Fahrt ins Grüne
- 1933: Der Judas von Tirol
- 1934: Musik im Blut
- 1935: Les Deux Rois
- 1935 : Le Haut Commandement (Der höhere Befehl) de Gerhard Lamprecht
- 1936: Das Schönheitsfleckchen
- 1937: Alarm in Peking
- 1937: Ball im Metropol
- 1937: Hahn im Korb
- 1937: Manege
- 1937: Le Mari qu'il me faut
- 1937: Die Umwege des schönen Karl
- 1937: La Folle imposture
- 1938: Toi et moi
- 1938: Magda
- 1938: Nanon
- 1938: Napoleon ist an allem schuld
- 1938: Scheidungsreise
- 1938: Un soir d'escale
- 1938: Yvette
- 1938: Ziel in den Wolken
- 1939: Pages immortelles
- 1939: Le Chapeau florentin (Der Florentiner Hut)
- 1939: Das Gewehr über
- 1939: Die Hochzeitsreise
- 1939: Kitty et la conférence mondiale
- 1939: La Lutte héroïque
- 1939: Der Stammbaum des Dr. Pistorius
- 1940: Bismarck
- 1940: Les Trois Codonas
- 1940: Die gute Sieben
- 1940: L'habit fait le moine
- 1941 : En selle pour l'Allemagne (...reitet für Deutschland) d'Arthur Maria Rabenalt
- 1941: Le Musicien errant (Friedemann Bach)
- 1941: Ich klage an
- 1941: Les Comédiens
- 1941: Le Grand Roi
- 1942: Die Entlassung
- 1942 : Un grand amour (Die große Liebe) de Rolf Hansen
- 1942: Meine Freundin Josefine
- 1943: Johann
- 1943: Kollege kommt gleich
- 1943: Les Aventures fantastiques du baron Münchhausen
- 1943: Nacht ohne Abschied
- 1944: Träumerei
- 1944: Sommernächte
- 1944: Der Mann, dem man den Namen stahl
- 1945: Das Mädchen Juanita
- 1945: Shiva und die Galgenblume
- 1949: Liebe 47
- 1951: Der Tiger Akbar
- 1951: Engel im Abendkleid

## Source de la traduction
- (de) Cet article est partiellement ou en totalité issu de l’article de Wikipédia en allemand intitulé « Leopold von Ledebur (Schauspieler) » (voir la liste des auteurs).